# Leucostoma vegetum
Leucostoma vegetum là một loài ruồi trong họ Tachinidae.